# Boku no satsui ga koi wo shita
Boku no satsui ga koi wo shita (ボクの殺意が恋をした? noto anche con il titolo internazionale Hitman in Love) è una serie televisiva giapponese del 2021, trasmessa su Nippon Television.

## Trama
Il giovane Shu Onotora viene a sapere che il suo padre adottivo, Joichiro, è stato crudelmente assassinato da Mitsuki Narumiya, una fumettista affiliata a un'organizzazione criminale; scopre inoltre che in realtà Joichiro era un sicario per la SOS, un'agenzia governativa di massima segretezza. Per vendicare la morte del genitore, Shu decide di improvvisarsi a sua volta sicario e uccidere Mitsuki, ma incidentalmente finisce per salvarle più e più volte la vita, tanto che la ragazza arriva ad assumerlo come "guardia del corpo".
Mentre pensa a come vendicare il padre, Shu si ritrova così a proteggere Mitsuki dai numerosi tentativi di assassinio di Death Prince, sicario suo coetaneo con una passione per gli omicidi dall'elaborata messa in scena; sotto il nome di Death Prince in realtà si nasconde Ryusei Yaotome, affermato modello e attore. Con il passare del tempo, Shu inizia però a credere che la ragazza non sia realmente chi dice di essere, dubitando del suo reale coinvolgimento nell'omicidio di Joichiro: l'aspirante assassino finisce infatti per innamorarsi di lei.